# Jeelakunte, Gauribidanur
Jeelakunte là một làng thuộc tehsil Gauribidanur, huyện Chikkaballapur, bang Karnataka, Ấn Độ.